# 대안 (서하)
대안(大安)은 서하 혜종(西夏 惠宗) 이병상(李秉常)의 치세에 쓰던 연호이다.

## 연대 대조표
| 대안        | 원년           | 2년            | 3년             | 4년             | 5년            | 6년            | 7년            | 8년            | 9년            | 10년           | 11년           |
| 서기 (西紀) | 1075년         | 1076년         | 1077년          | 1078년          | 1079년         | 1080년         | 1081년         | 1082년         | 1083년         | 1084년         | 1085년         |
| 간지 (干支) | 을묘(乙卯)     | 병진(丙辰)     | 정사(丁巳)      | 무오(戊午)      | 기미(己未)     | 경신(庚申)     | 신유(辛酉)     | 임술(壬戌)     | 계해(癸亥)     | 갑자(甲子)     | 을축(乙丑)     |
| 북송 (北宋) | 희녕(熙寧) 8년 | 희녕(熙寧) 9년 | 희녕(熙寧) 10년 | 원풍(元豊) 원년 | 원풍(元豊) 2년 | 원풍(元豊) 3년 | 원풍(元豊) 4년 | 원풍(元豊) 5년 | 원풍(元豊) 6년 | 원풍(元豊) 7년 | 원풍(元豊) 8년 |

## 동시대 연호
| 이전 연호 천사예성국경 (天賜禮盛國慶) | 중국의 연호 서하(西夏) | 다음 연호 천안예정(天安禮定) |